# Изанами
У јапанској митологији, Изанами-но-Микото (伊弉冉尊/伊邪那美命, што значи "она која позива") је богиња и стварања и смрти, као и првобитна супруга бога Изанаки-но-Микото. Такође се назива и Изанами-но-Ками.

## Богиња стварања
Први богови Кунитокачи и Аменоминакануши сазвали су два божанска створења, мушкарца Изанакија и жену Изанами, и задужили их за стварање прве земље. Како би им помогли, дали су им копље украшено драгуљима, названо Аменонухоко (небеско копље). Два бога су затим отишла на мост између неба и земље, Аме-но-укихаши ("плутајући небески мост"), и копљем узбуркали море испод. Када су капљице слане воде пале са копља, настало је острво Оногорошима. Сишли су са небеског моста и на том острву направили свој дом.
После неког времена желели су да се спаре, па су изградили стуб завни Аме-но-михашира ("небески стуб"; ми- је почасни префикс) и око њега палату названу Јахиро-доно (један хиро, јапанска мерна јединица, једнак је приближно 1,82 m, па би "осам-хира-палата" била око 14,56 m). Изанами и Изанаки су кружили око стуба у супротним смеровима и када су се коначно срели на другој страни, Изанами је прва проговорила у знак поздрава. Изанаки није сматрао да то није прикладно, али су се свеједно спарили. Имали су двоје деце Хирука ("дете-пијавица"), који је касније постао познат у шинтоизму као бог Ебису, и острво  Авашима, али они су рођени деформисани и нису се сматрали божанствима.
Ставили су децу у чамац и пустили их низ море, а затим су се вратили на небо и тражили одговоре шта су урадили погрешно. Други богови су им одговорили да је мушко божанство требало прво да проговори током церимоније венчања. Тако су Изанами и Изанаки поново обишли стуб, а овога пута је Изанаки први проговорио када су се срели и њихово спајање је коначно било успешно.
Из њиховог сједињења рођена је Ојашима, или ти "Земља осам великих острва":
- острво Авађи
- острво Ијо (касније Шикоку)
- острво Оки
- острво Цукуши (касније Кјушу)
- Острво Ики
- острво Цушима
- острво Садо
- острво Јамато (касније Хоншу)

Острва Хокаидо, Чишима и Окинава нису била део Јапана током давнина
Изанами и Изанаки су створили још шест острва као и многа друга божанства. Током рађања бога Кагуцућија (инкарнација ватре), Изанами умире. Сахрањена је на планини Хиби, на граници старих провинција Изумо и Хоки, у близини данашњег града Јасуги у префектури Шимане. Изанаки у бесу због смрти своје жене убија своје новорођено дете, тако стварајући десетине божанстава.

## Коџики
Коџики говори о Изанаминој смрти и њеном гробу, који се налазио на граници између земаља Изумо и Хоки. Прича да је Изанами пренела своју душу на животињу и човека, али не говори да ли је Изанами реинкарнисана или не.

## Смрт и подземље
Изанаги је желео да врати своју љубав, Изанами, па ју је пратио до Земље Јоми (земља ноћне таме), подземног света мртвих. Када ју је пронашао није могао да је види због сенки које су скривале њен изглед. Молио ју је да се врати са њим али му је Изанми рекла да је касно и да је већ појела храну из подземља (веровало се да онај ко окуси храну из другог света постаје његов становник). Рекла му је да се више није могла вратити су свет живих, али да ће покушати да затражи дозволу за одлазак.
Ова вест је шокирала Изанакија али је он одбио да је остави саму у Јомију. Док је Изанами спавала узео је чешаљ са којим је везивао своју дугу косу и запалио га као бакљу.
Под изненадним налетом светлости угледао је ужасну форму своје некад лепе и љупке жене. Изанами је сада била само труло месо из којег су излазили црви и дрга гнусна створења.
Гласно плакајући, Изанами више није могао да контролише свој страх и почиње да бежи са намером да се врати свету живима и остави своју жену која је умрла. Изанами се пробудила вриштећи и огорчено је појурила за њим. Послала је Јакусу-но-иказучи-но-ками (Раиђин) као и шикоме (грдобе) како би га вратили назад у Јоми.
Изанаки је излетео из улаза и гурнуо стену у отвор Јомоцухирасака (黄泉 津 平 坂; пећина која је представљала улаз у Јоми) и тако је раздвојио свет живих од света мртвих.
Изанами је вриштећи иза ове барикада рекла да ће, ако је остави, сваког дана уништити 1.000 становника. Изанаки је бесно одговорио да ће сваког дана дати живот 1.500 становника.
Каже се да је Изанаки обавио ритуално чишћење, хараи, након што је присуствовао распадању тела своје жене. Ово је традиционално објашњење за ритуале прочишћавања који се често изводе у шинтоистичким светилиштима у јапанској религији, где се посетиоци светилишта умивају водом пре уласка у свети простор. Док је се купао, из његовог левог ока родила је се богиња сунца Аматерасу, из десног ока се родио бог месеца Цукијоми, а из његовог носа се родио бог олује Сусаноо.

## Хронике Јапана
Иако је у многим аспектима прича о Изанамију и Изанкију у Хроникама Јапана слична са Коџикијем ипак се разликује по томе што се Изанами не спушта у подземни свет (Јоми). Она заправо стално борави на острву Авађи у храму. Осим тога, у Хроникама Јапана речено је  да су три божанства Аматерасу, Цукијоми и Сусаноо настали спајањем Изанами и Изанагија, уместо из Изанагија током ритуала чишћења.